# Vakhtang II di Georgia
Vakhtang II Bagration (in georgiano ვახტანგ II?, Vakhtang II; XIII secolo – 1292) fu re della Georgia dal 1289 fino alla sua morte.

## Biografia
Vakhtang II nacque dall'unione tra il sovrano della Georgia occidentale (Imerezia) Davide VI Narin e sua moglie Tamara, figlia del principe Amanelisdze.  Nel 1289 ascese al trono della Georgia, con il consenso dei mongoli, dopo che il suo predecessore e cugino, Demetrio II, fu giustiziato per volere dell'ilkhan Arghun. Leale al dominio mongolo, Vakhtang II poté esercitare la propria autorità solo sulla parte orientale della Georgia, mentre l'occidente rimase nelle mani di suo padre, Davide VI (fino al 1293), e poi di suo fratello, Costantino I.
Nel 1292, dopo soli tre anni di regno, Vakhtang II morì senza discendenza. Fu succeduto da Davide VIII (figlio di Demetrio II). Davide sposò anche la vedova di Vakhtang, la principessa mongola Oljath, figlia dell'ilkhan Abaqa.
Dopo la morte, il corpo di Vakhtang II fu trasferito in Georgia occidentale e seppellito nel monastero di Gelati, a Kutaisi.